# Analytica priora

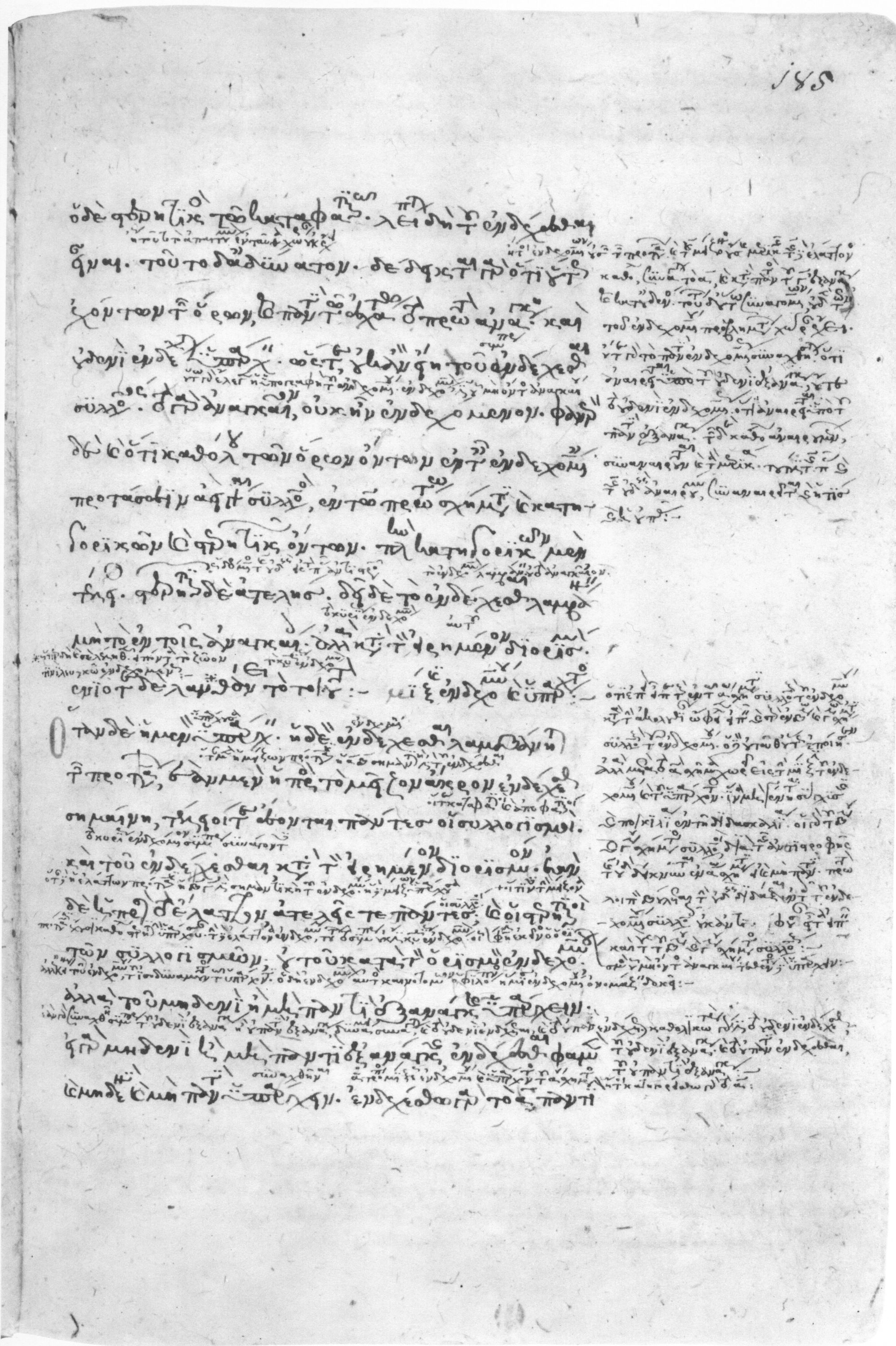
Die Analytica priora (mit Scholien) in der 1292/1293 geschriebenen Handschrift Venedig, Biblioteca Marciana, Gr. 202, fol. 185r

Die Analytica priora (Erste Analytik) des Aristoteles sind die dritte Schrift des Organon und der erste Teil der Analytiken. In ihr entwickelt Aristoteles seine (gegenüber der Topik) reifere Logik, den Syllogismus.

## Ausgaben
- Aristotelis Analytica Priora et Posteriora. Hrsg. von William David Ross und Lorenzo Minio-Paluello. (Oxford Classical Texts). Oxford University Press, Oxford 1964 (griechisch mit lateinischer Einleitung, mehrere Neuauflagen).
- Organon. Band 3/4: Erste Analytik / Zweite Analytik. Hrsg. von Hans Günter Zekl (= Philosophische Bibliothek. Band 494/495). Meiner, Hamburg 1997 (zweisprachig, mit dem Text der Oxford-Ausgabe).
- Analytica. Priora. 2 Bände. Band 1: übersetzt und erläutert von Theodor Ebert und Ulrich Nortmann, Akademie-Verlag, Berlin 2007. Band 2: übersetzt von Niko Strobach und Marko Malink; erläutert von Niko Strobach (= Aristoteles, Werke in deutscher Übersetzung. Band 3,1). De Gruyter, Berlin 2015 (nur Deutsch, mit ausführlichem Kommentar).